# Vikentije (Prodanov)
Vikentije (v pořadí srbských patriarchů Vikentije II.), světským jménem Vitomir Prodanov (23. srpna 1890 Bačko Petrovo Selo – 5. července 1958 Bělehrad) byl srbský pravoslavný arcibiskup, v letech 1950–1958 patriarcha Srbské pravoslavné církve.

## Život
Po absolvování základní školy v rodném městě odešel do města Novi Sad, kde pokračoval ve vzdělání. V roce 1917 pak v monastýru Bezdin přijal mnišské postřížení. V letech 1921–1923 byl pak tajemníkem karlovského metropolity. V roce 1929 začal studovat na filosofické fakultě univerzity v Bělehradě. V letech 1930–1934 napsal několik vědeckých pací o historii Vojvodiny.
V roce 1932 se stal generálním tajemníkem synodu Srbské pravoslavné církve. Roku 1939 byl vysvěcen na biskupa pro zetsko-strumickou eparchii. O rok později se navíc stal správcem ochridské eparchie.
Po smrti srbského patriarchy Gabriela v květnu roku 1950 měl být jeho nástupcem zvolen černohorský metropolita Arsenije (Bradvarević). Toho však ve stejné době uvrhly komunistické úřady do domácího vězení (takže se nemohl účastnit volby a po zvolení by se nemohl ujmout úřadu), takže synod srbské církve zvolil novým patriarchou Vikentije. Vikentijův patriarchát spadal do velmi těžkého období pro místní pravoslavnou církev. Docházelo k postupnému odtrhávání se Makedonské pravoslavné církve, které sice probíhalo způsobem, který odporoval církevním pravidlům (kánonům), ale které podporovala jugoslávská vláda. Patriarcha byl považován za závislého na jugoslávských komunistických úřadech. V roce 1955 se účastnil oslavy narozenin prezidenta Josipa Broze Tita a v následujícím roce od něj přijal státní vyznamenání u příležitosti svých 67. narozenin.
Zemřel v Bělehradě 5. července 1958 a byl pohřben v místním chrámu sv. Michaela.